# Grafite
Edinaldo Batista Libânio (n. 2 aprilie 1979 în Campo Limpo Paulista, São Paulo), cunoscut ca Grafite (pronunțat [ɡɾaˈfitʃʲ]) este un jucător de fotbal brazilian care în prezent evoluează la clubul Al-Ahli Dubai.

## Palmares

### Club
São Paulo
- Campeonato Paulista: 2005
- Copa Libertadores: 2005
- Campionatul Mondial al Cluburilor FIFA: 2005

Wolfsburg
- Bundesliga: 2008–09

Al Ahli
- UAE President's Cup: 2012–13
- UAE League: 2013–14
- UAE Super Cup: 2013
- UAE League Cup: 2011–12, 2013–14

### Individual
- Bola de Prata of Brazil: 2003
- Footballer of the Year in Germany: 2009
- Bundesliga Top Scorer: 2008–09
- ESM Team of the Year: 2008–09